# Fundleiche
Fundleiche bezeichnet den Körper eines Verstorbenen, dessen natürlicher Tod zunächst unbemerkt blieb und der erst nach längerer Zeit entdeckt wird. Fälle dieser Art treten zumeist dann ein, wenn eine Person ohne nennenswerte Sozialkontakte gelebt hat und es daher niemanden gibt, dem ihr Verschwinden auffallen könnte. Sie ereignen sich zumeist in größeren Städten, da die dort vielfach gegebene Anonymität ein solches unbemerktes Sterben begünstigt, während in kleineren Gemeinden eher eine soziale Kontrolle stattfindet, die ein völlig zurückgezogenes Leben erschwert oder doch zumindest dazu führt, dass das Verschwinden einer Person auffällt.
Beim Auffinden einer Leiche wird in der Regel als erstes die Identität des oder der Toten festgestellt oder ermittelt.
Meist versterben die Betroffenen innerhalb ihrer Wohnräume, so dass der Tod selbst nicht bemerkt wird, möglicherweise bleiben aber auch außerhalb der Wohnung wahrnehmbare Begleitumstände, wie Verwesungsgeruch oder ein überfüllter Briefkasten, unbeachtet. Hierbei ist im Nachhinein mitunter nicht feststellbar, ob etwa Nachbarn diese Anzeichen nicht bemerkt haben oder sich nicht zuständig fühlten. In manchen Fällen sind es jedoch die Nachbarn, die durch den Fäulnisgeruch aufmerksam werden und die Polizei verständigen, die eine Türöffnung veranlasst, selbst wenn Angehörige dies mitunter versäumen.
Auch eine Reihe von heute üblichen Geschäftspraktiken begünstigt, dass der Tod einer Person auch von Dritten nicht bemerkt wird: So werden etwa Renten, Miete, Energie (Strom/Gas) meist bargeldlos per Dauerauftrag gezahlt oder abgebucht und ohne ausbleibenden Zahlungen werden keine Nachforschungen angeregt.
Für das unbemerkte Versterben wurde in Japan der Begriff Kodokushi geprägt.

## Forensische Aspekte
Rechtsmedizinisch gilt es sicherzustellen, ob eine menschliche Fundleiche tatsächlich eines natürlichen Todes oder durch ein Verbrechen (oder einen Unfall) zu Tode gekommen ist. In diesem Kontext ist, neben einer möglichst präzisen Bestimmung des Todeszeitpunktes die Frage zu klären, ob eine verstorbenen Person auch der Fundort verstorben ist, oder erst nach dem Eintreten des Todes an einen anderen Ort verbracht wurde („Leichendumping“).
Bei unklaren oder gewaltsamen Todesfällen, lassen sich äußere Hinweise auf Gewalteinwirkung normalerweise bereits bei einer Leichenschau finden. Nach einer längeren Liegezeit tragen fortgeschrittenen Leichenerscheinungen dazu bei, dass die objektive Todesursache durch die Leichenschau nicht geklärt werden kann und eine Obduktion angeordnet wird.